# Anthony Lawrence (Drehbuchautor)
Anthony „Tony“ Lawrence (* 12. Mai 1928 in Hollywood, Kalifornien; † 6. Februar 2024) war ein US-amerikanischer Drehbuchautor und Schauspieler.

## Leben
Lawrence begann seine Karriere beim Theater. Ab Mitte der 1950er Jahre trat er auch als Schauspieler in kleinen Rollen in Film und Fernsehen in Erscheinung, öfter unter dem Pseudonym Mitchell Lawrence. Mit Ende des Jahrzehnts wandte er sich unterstützt von seinem Cousin Robert Dillon dem Drehbuchschreiben zu und etablierte sich als Autor für klassische Fernsehserien wie Bonanza, The Outer Limits, The Rat Patrol und Hawaii Fünf-Null. Er entwickelte die Serie The Sixth Sense, die 1972 ausgestrahlt wurde, in den frühen 1980er Jahren folgte die Serie The Phoenix. In den 1960er Jahren war er als Autor an drei Filmen mit Elvis Presley in der Hauptrolle beteiligt. 1979 wurde die von ihm entwickelte Filmbiografie Elvis – The King über Presley, inszeniert von John Carpenter, ausgestrahlt. Lawrence übernahm auch die Produktion des Films.
Als Drehbuchautor war Lawrence an rund 60 Produktionen beteiligt. Lawrence war Mitglied der Writers Guild of America. Er war jeweils 1965, 1969 und 1970 für den Writers Guild of America Award nominiert.
Lawrence war mit seiner ersten Frau, der gelegentlich ebenfalls als Schauspielerin und Drehbuchautorin tätigen Nancy Lawrence, über 50 Jahre bis zu ihrem Tod verheiratet. Das Paar hatte fünf Kinder. Er lebte zuletzt im Motion Picture & Television Country House and Hospital, wo er seine zweite Frau Madeleine Smith kennenlernte, die er im November 2015 heiratete.
2019 wurde er in der Dokumentation Sunset Over Hollywood von Uli Gaulke porträtiert.
Lawrence starb am 6. Februar 2024 im Alter von 95 Jahren.

## Filmografie (Auswahl)
Schauspieler
- 1953–1959: Polizeibericht (Dragnet, Fernsehserie, 5 Episoden)
- 1954: Fluß ohne Wiederkehr (River of No Return)
- 1954: Destry räumt auf (Destry)
- 1955: Rin-Tin-Tin (The Adventures of Rin Tin Tin, Fernsehserie, 1 Episode)
- 1956: Vom Teufel verführt (The Rawhide Years)
- 1956: Die zehn Gebote (The Ten Commandments)
- 1956: Im wilden Westen (Death Valley Days, Fernsehserie, 1 Episode)
- 1956: Studio 57 (Fernsehserie, 1 Episode)
- 1956: On Trial (Fernsehserie, 1 Episode)
- 1957: Schlitz Playhouse of Stars (Fernsehserie, 1 Episode)
- 1957: Dezernat M (M Squad, Fernsehserie, 2 Episoden)
- 1958: Wagon Train (Fernsehserie, 1 Episode)
- 1959: Steve Canyon (Fernsehserie, 1 Episode)
- 2003: Fake Stacy (Kurzfilm)
- 2012: Hi, Lillian (Kurzfilm)
- 2014: Entanglement (Kurzfilm)
- 2015: Dreamcatchers (Kurzfilm, auch Regie)

Drehbuchautor
- 1959: Anwalt der Gerechtigkeit (Lock Up, Fernsehserie, 1 Episode)
- 1959–1960: This Man Dawson (Fernsehserie, 3 Episoden)
- 1960: Im wilden Westen (Death Valley Days, Fernsehserie, 1 Episode)
- 1960: Robin Scott in… (The Case of the Dangerous Robin, Fernsehserie, 1 Episode)
- 1960–1963: Bonanza (Fernsehserie, 8 Episoden)
- 1961: Gunfight at Black Horse Canyon (Fernsehfilm)
- 1961–1962: Wells Fargo (Tales of Wells Fargo Fernsehserie, 2 Episoden)
- 1962, 1964: Stationsarzt Dr. Kildare (Dr. Kildare, Fernsehserie, 2 Episoden)
- 1963–1964: The Outer Limits (Fernsehserie, 2 Episoden)
- 1963–1964: Ben Casey (Fernsehserie, 3 Episoden)
- 1964: König der heißen Rhythmen (Roustabout)
- 1965–1966: The Long, Hot Summer (Fernsehserie, 3 Episoden)
- 1966: Auf der Flucht (The Fugitive, Fernsehserie, 1 Episode)
- 1966: Südsee-Paradies (Paradise, Hawaiian Style)
- 1966–1967: The Rat Patrol (Fernsehserie, 3 Episoden)
- 1967: Seemann, ahoi! (Easy Come, Easy Go)
- 1969–1974: Hawaii Fünf-Null (Hawaii Five-O, Fernsehserie, 6 Episoden)
- 1970–1971: Room 222 (Fernsehserie, 3 Episoden)
- 1971: Rauchende Colts (Gunsmoke, Fernsehserie, 1 Episode)
- 1972: The Six Sense (Fernsehserie, 2 Episoden)
- 1972: Teufelskreis der Angst (Ghost Story, Fernsehserie, 1 Episode)
- 1973: Dr. med. Marcus Welby (Marcus Welby, M.D., Fernsehserie, 1 Episode)
- 1974: Doc Elliot (Fernsehserie, 1 Episode)
- 1974: Kodiak (Fernsehserie, 1 Episode)
- 1974: Der Chef (Ironside, Fernsehserie, 2 Episoden)
- 1974: Planet der Affen (Planet of the Apes, Fernsehserie, 1 Episode)
- 1976: Die Schweizer Familie Robinson (Swiss Family Robinson, Fernsehserie 2 Episoden)
- 1976: Stranded (Fernsehfilm)
- 1977: Flight to Holocaust (Fernsehfilm)
- 1977: Die Straßen von San Francisco (The Streets of San Francisco, Fernsehserie, 1 Episode)
- 1978: Columbo: Mord per Telefon (How to Dial a Murder, Fernsehreihe)
- 1979: Elvis – The King (Elvis, Fernsehfilm)
- 1982: The Phoenix (Fernsehserie, 1 Episode)
- 1988: Liberace – Ein Mann und seine Musik (Liberace, Fernsehfilm)
- 2015: Dreamcatchers (Kurzfilm, auch Regie)